# (121514) 1999 UJ7
Az (121514) 1999 UJ7 egy kisbolygó a Mars trójai csoportjában. A LINEAR program keretein belül fedezték fel 1999. október 30-án.